# Repubblica Sovietica del Kuban'
La Repubblica Sovietica del Kuban' (in russo: Кубанская Советская Республика) è stato il nome assunto dal territorio precedentemente noto come Repubblica Popolare del Kuban' allorquando questi venne conquistato dai bolscevichi durante la guerra civile russa, poco dopo il Trattato di Brest-Litovsk. Successivamente si fuse con la Repubblica Sovietica del Mar Nero nella Repubblica Sovietica del Kuban'-Mar Nero, la quale a sua volta si fuse nella Repubblica Sovietica del Caucaso Settentrionale assieme a Repubblica Sovietica del Terek e Repubblica Sovietica di Stavropol', avendo esse assorbito la democratica Repubblica delle Montagne del Caucaso Settentrionale.